# Clubul Sportiv Știința Bacău (pallavolo femminile)
Il Clubul Sportiv Știința Bacău è una società pallavolistica femminile rumena con sede a Bacău: milita nel campionato di Divizia A1.

## Storia
Il club nasce originariamente con la denominazione di Universitatea Bacău, raggiungendo l'apice del successo nella stagione 1997-98, quando vince lo scudetto: seguono quindi le prime partecipazioni alle competizioni internazionali ed il cambiamento di denominazione in Clubul Sportiv Știința Bacău.
Con il nuovo nome la squadra giunge alla ribalta nella stagione 2004-05 quando vince nuovamente lo scudetto: seguirà poi un periodo senza alcuna vittoria, pur mantenendosi ad alti livelli a livello nazionale, fino all'annata 2012-13 quando ottiene il successo sia in campionato che nella Coppa di Romania, bissati poi anche nella stagione successiva, mentre in quella 2014-15 ottiene solamente la vittoria della terza coppa nazionale.

## Rosa 2013-2014
| N° | Nome                  | Ruolo | Data di nascita   | Nazionalità sportiva |
| -- | --------------------- | ----- | ----------------- | -------------------- |
| 1  | Ramona Breban         | S/O   | 17 agosto 1989    | Romania              |
| 2  | Denisa Rogojinaru     | S     | 16 maggio 1985    | Romania              |
| 3  | Roxana Iosef          | S     | 19 agosto 1988    | Romania              |
| 4  | Lucía Gaido           | L     | 19 gennaio 1988   | Argentina            |
| 5  | Mihaela Herlea        | C     | 11 gennaio 1978   | Romania              |
| 6  | Monika Potokar        | S     | 18 dicembre 1987  | Slovenia             |
| 7  | Aleksandra Petrović   | C     | 1º luglio 1987    | Serbia               |
| 8  | Mihaela Albu          | L     | 1º gennaio 1994   | Romania              |
| 10 | Alexandra Sobo        | C     | 25 aprile 1987    | Romania              |
| 11 | Crina Hosu            | S/O   | 11 settembre 1980 | Romania              |
| 12 | Kacjaryna Zakreŭskaja | S     | 29 settembre 1986 | Bielorussia          |
| 13 | Sabina Miclea         | P     | 4 dicembre 1990   | Romania              |
| 14 | Kim Staelens          | P     | 7 gennaio 1982    | Paesi Bassi          |
| 15 | Emilce Sosa           | C     | 11 settembre 1987 | Argentina            |
| 16 | Marina Vujović        | L     | 23 gennaio 1984   | Serbia               |

## Palmarès
- Campionato rumeno: 4

1997-98, 2004-05, 2012-13, 2013-14
- Coppa di Romania: 3

2012-13, 2013-14, 2014-15